# The Guardian (filme de 1990)
The Guardian (bra: A Árvore da Maldição; prt: O Anjo das Sombras) é um filme americano de 1990, do gênero horror, dirigido por William Friedkin, com roteiro de Stephen Volk, Dan Greenburg e do próprio diretor baseado no livro The Nanny, de Dan Greenburg.